# 应用社会学
应用社会学（英語：Applied Sociology）是社会学的应用科学，从本体论上讲，应用社会学是实用主义与社会科学的完美结合；从方法论上说，应用社会学是用社会学理论（如经验主义、批判理论）和原始理论即科技工程主义，用社会学的方法包括专用方法（如社会调查）、自然科学的方法即自然辩证法（如社会生物学、社会心理学）和形式科学的方法（如模型论）研究社会各种领域。作为一名职业，做一种工作，应用社会学被描述为社会工作、职业社会学。应用社会学按领域可分为政治社会学、经济社会学、文化社会学（广义的文化社会学即指人文学科）、法律社会学、体育社会学、教育社会学和医学社会学。应用社会学还可按社区类型分都市社会学和农村社会学。应用社会学的个体为本模型分类为老人学和青少年学。应用社会学在社会中的个人方面表达为妇女研究、性学；在社会群体方面表现为家庭社会学、人口学。中国著名的应用社会学人物有胡伟、梁冬春、王富玉和孙春山。世界著名的应用社会学人物有珍·亚当斯、大卫·理斯曼、萊斯特·弗蘭克·沃德、赫伯特·J·甘斯、羅伯特·尼力·貝拉。

## 生活社会学
生活社会学全称生活方式社会学，按主体层面不同可划分为地球生活社会学即世界生活社会学、日常生活社会学和生活风格社会学。按生活方式的不同领域，可划分为劳动社会学、闲暇社会学、消费社会学和住宅社会学。
不同的个人、群体或地球社会全体成员在一定的社会条件制约和价值观念制导下所形成的满足自身生活需要的全部活动形式与行为特征的体系就是生活方式。个人的生活方式叫生活风格，有内向和外向之分，有奋发和颓废之别。从生活活动条件讲，生活方式包括无意识的行为表现。生活风格还可分为自立型和依附型、进步型和保守型。

## 拓扑
- Making sociology public: a critical analysis of an old idea and a recent debate （页面存档备份，存于）